# Хантауський сільський округ
Ханта́уський сільський округ (каз. Хантау ауылдық округі, рос. Хантауский сельский округ) — адміністративна одиниця у складі Мойинкумського району Жамбильської області Казахстану. Адміністративний центр — село Хантау.
Населення — 1170 осіб (2021; 1343 у 2009, 1315 у 1999, 1462 у 1989).
Станом на 1989 рік існувала Хантауська селищна рада (смт Хантау, села Жиделі, Кіяхти). 2013 року Хантауський селищний округ перетворено в сільський округ. 2015 року село Жиделі та територія площею 5 км² були передані до складу Балуан-Шолацького сільського округу Шуського району. 2019 року до складу округу було включено 0,16 км² земель державного земельного фонду.

## Склад
До складу округу входять такі населені пункти:
| Населений пункт | Старі назви | Населення, осіб (1989) | Населення, осіб (1999) | Населення, осіб (2009) | Населення, осіб (2021) |
| --------------- | ----------- | ---------------------- | ---------------------- | ---------------------- | ---------------------- |
| Кіяхти, село    | -           | 468                    | 390                    | 365                    | 284                    |
| Хантау, село    | -           | 994                    | 925                    | 978                    | 886                    |